# Anemone deltoidea
Анемона дельтоподібна (Anemonastrum deltoideum або Anemone deltoidea) — вид рослини родини анемона.

## Назва
В англійській мові має назву «колумбійська вітровиця» (англ. Columbian windflower).

## Будова
Повзуча рослина з кореневищем до 30 см заввишки. Має прикореневі 3-лопатеві листки, що з'являються перед білими квітами. Плід - волохата група сім'янок.

## Галерея

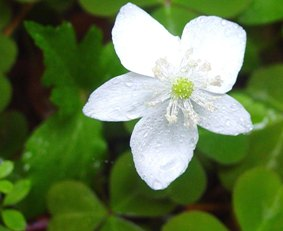
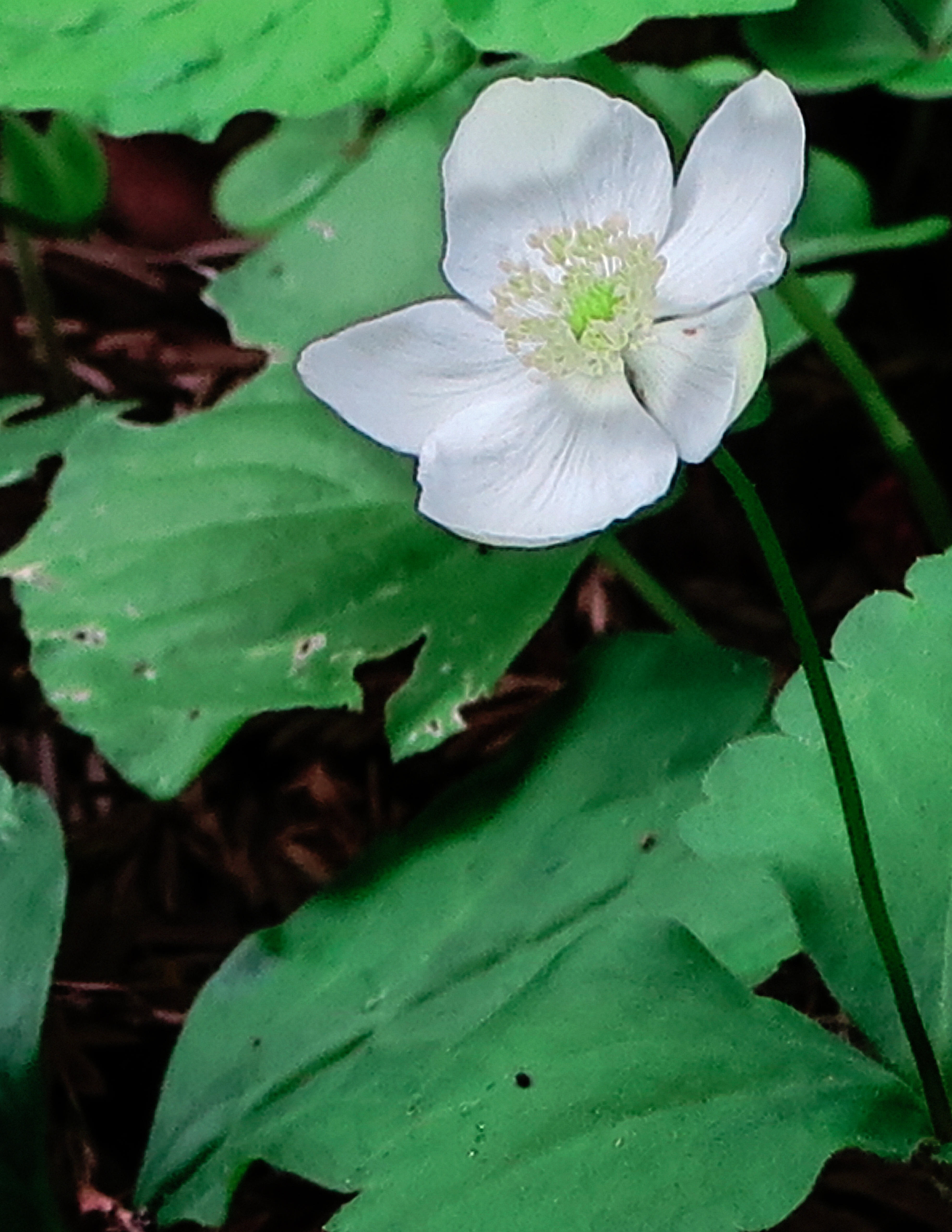
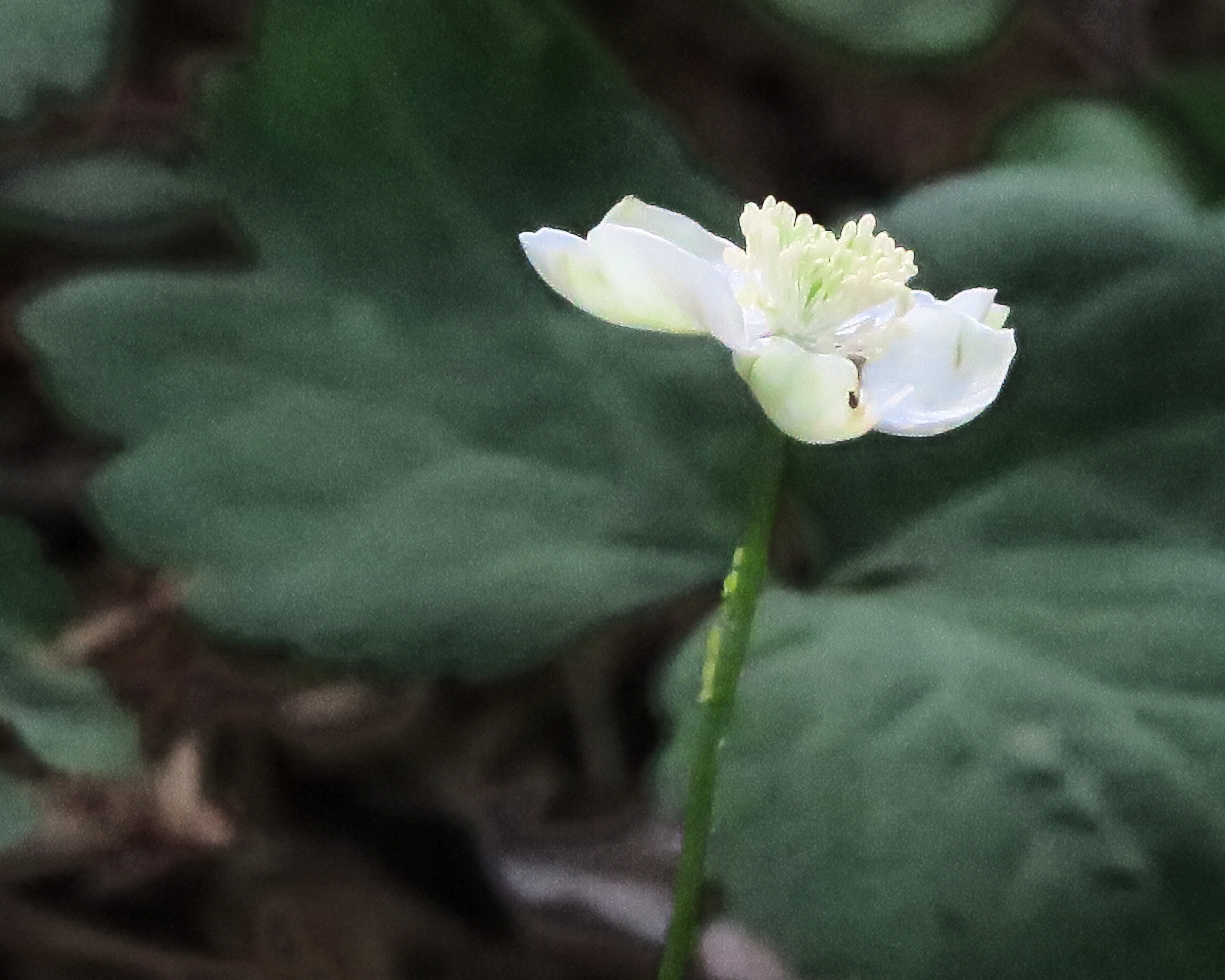

## Поширення та середовище існування
Зростає у Скелястих горах в США.